# Herbertus spinosissimus
Herbertus spinosissimus là một loài rêu tản trong họ Herbertaceae. Loài này được (Hook. f. & Taylor) Trevis. miêu tả khoa học lần đầu tiên năm 1877.